# Just another Perl hacker
Just another Perl hacker to celowo całkowicie nieczytelny krótki program w Perlu, zazwyczaj jednolinijkowy, który drukuje napis „Just another Perl hacker,” (czasami przecinek jest pomijany). Programy tego typu są popularnymi sygnaturkami perlowych programistów.

## Przykład
```
$_="krJhruaesrltre c a cnp,ohet";$_.=$1,print$2while s/(..)(.)//;

```